# Ossiacher Straße
Die Ossiacher Straße (B 94) ist eine Landesstraße in Österreich. Sie hat eine Länge von 52,5 km und führt von Sankt Veit an der Glan nach Villach. Der erste Abschnitt bis Feldkirchen in Kärnten verläuft entlang der Glan, während die Straße im zweiten Abschnitt entlang des namensgebenden Ossiacher Sees verläuft.

## Geschichte
Die St. Veit-Villacher Straße gehört seit dem 1. Jänner 1872 zum Netz der Kärntner Landesstraßen. Nach dem Anschluss Österreichs wurde diese Straße im Zuge der Vereinheitlichung des Straßensystems am 1. April 1940 in eine Landstraße I. Ordnung umgewandelt und als L.I.O. 14 bezeichnet.
Die Ossiacher Straße gehört seit dem 1. Jänner 1951 zum Netz der Bundesstraßen in Österreich.